# Breetze
Breetze (niederdeutsch Breitz) ist ein bäuerlicher Ortsteil der niedersächsischen Stadt Bleckede im Landkreis Lüneburg mit 214 Einwohnern (Stand: 2017).

## Geographie
Breetze liegt in etwa 90 m Höhe auf einem Geestrücken innerhalb der Breetzer Berge, wo sich unweit von Breetze der Telegraphenberg befindet. Die Breetzer Berge werden zu den Endmoränen gezählt. Geographisch liegt Breetze ungefähr in der Mitte zwischen den Dörfern Neu Süttorf, Nindorf, Ellringen und dem Hauptort Bleckede.
Breetze ist in ein Ober- und Unterdorf gegliedert. Das Unterdorf liegt in Richtung Bleckede am Fuß der Geest und wird häufig als „Ziegelei“ bezeichnet. Namensgebend hierfür war eine (inzwischen abgebrochene) Ziegelei. Breetze besitzt eine Freiwillige Feuerwehr (90 Mitglieder). Ansonsten gibt es keine weiteren öffentlichen Einrichtungen oder Betriebe; ausgenommen einige private Pensionen.

## Geschichte
Bei der Volkszählung vom 13. September 1950 ergab sich, dass im Ort 293 Einwohner in 84 Haushalten lebten.
Am 1. März 1974 wurde Breetze in die Stadt Bleckede eingegliedert.

## Sehenswürdigkeiten

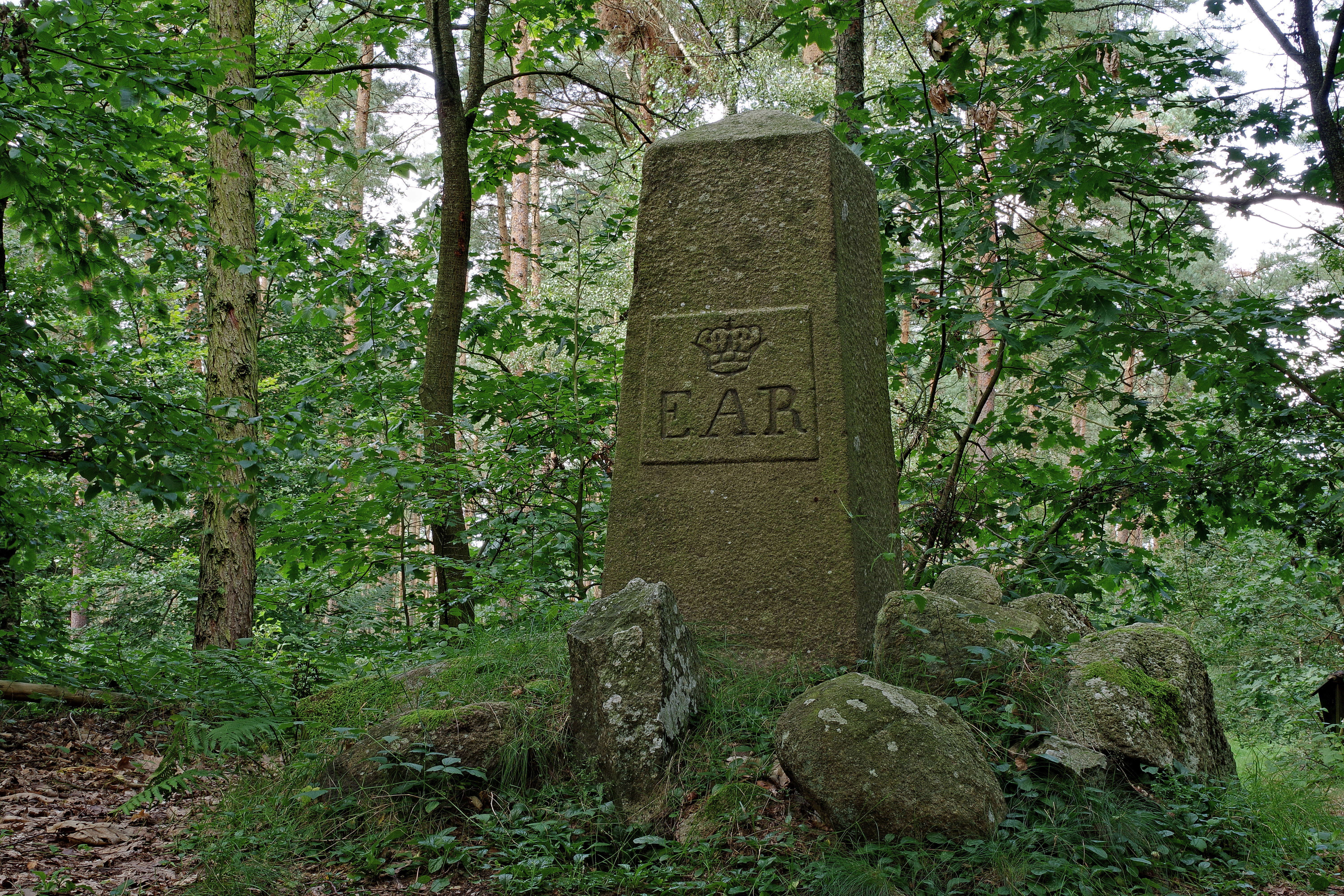
Der sog. Ernst-August-Rex-Stein auf dem Telegraphenberg im Ortsteil Breetze der Stadt Bleckede – Ansicht aus Südsüdost

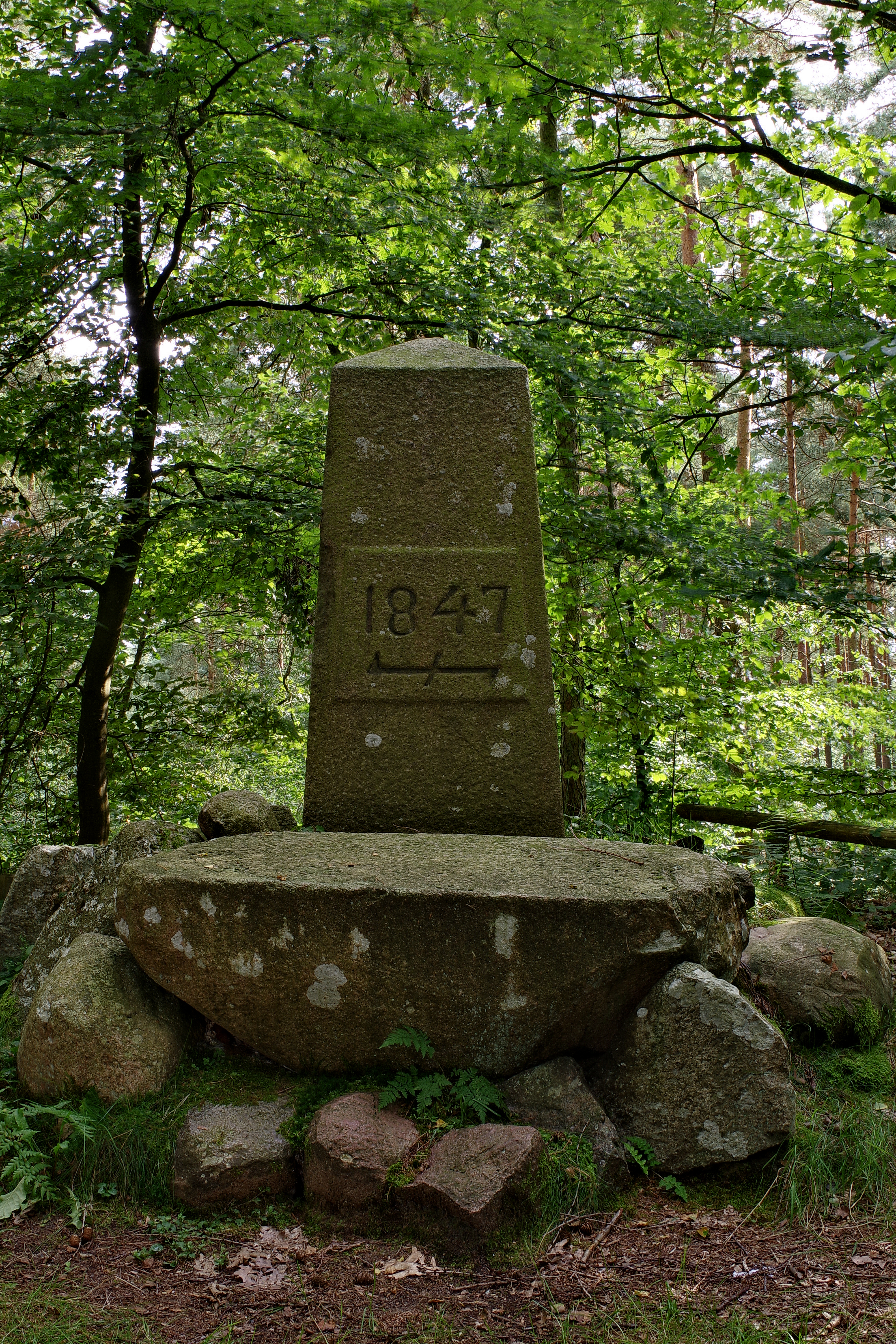
Der sog. Ernst-August-Rex-Stein auf dem Telegraphenberg im Ortsteil Breetze der Stadt Bleckede – Ansicht aus Richtung Norden: Blick auf die Jahreszahl „1847“ und die Wolfsangel als Herrschaftszeichen im forstlichen Kontext

### Telegraphenberg
Anfang des 19. Jahrhunderts war der Name des Berges entsprechend seiner damaligen Nutzung noch ein anderer: Die hinterlassenen Exkremente des Viehs, das die Bauern in den Heide- und Waldflächen weiden ließen, brachten dem Berg den Namen „‚Köttelberg‘“ ein. Der heutige Name verweist zwar immer noch auf eine Nutzung, allerdings auf eine anders gelagerte, die nur wenig später erfolgte: Während des Russlandfeldzugs (1812) Napoleons I. befand sich auf dem Berg eine Station der optischen Telegrafie, die bis nach Paris führte. Überreste dieser Station sind heute auf dem Berg nicht mehr vorhanden, so dass nur noch der Name Telegraphenberg daran erinnert. Die heutige Prägung des Berges liegt entsprechend nicht mehr in der Franzosenzeit begründet, sondern ist mit dem sog. Ernst-August-Rex-Stein verbunden. Den fast mannshohen Obelisken aus Granit zieren auf seiner Südseite die königliche Krone sowie darunter die Buchstaben „EAR“ mit der Bedeutung: E: Ernst, A: August und R: Rex (= lat. König). Der Stein verweist damit zusammen mit der auf der Nordseite des Steines zu lesenden Jahreszahl „1847“ auf Ernst August I. (König von Hannover, Herzog von Braunschweig-Lüneburg von 1837–1851). Die ebenfalls auf der Nordseite des Steines zu erkennende Wolfsangel – ein Herrschaftszeichen im forstlichen Kontext – verdeutlicht den weiteren Kontext der Steinsetzung: „die Einrichtung der Staatsforsten im Zusammenhang mit der Verkoppelung, der Ablösung der auf den Höfen lastenden Verpflichtungen und der Weidegerechtsamen“. Erich Hessing führt dazu aus, dass nach der Verkoppelung im Jahre 1838, die Bauern begannen, durch Einmalzahlung „des Fünfundzwanzigfachen der jeweiligen Jahresabgabe“ die auf den Bauernhöfen lastenden Verpflichtungen zu löschen. Zu diesem Zweck verkauften sie 1847 ihre Heideflächen in den Breetzer Bergen an den „Königlichen Domänenfiskus“; die staatliche Forstverwaltung habe dann bald mit der Aufforstung des Gebietes begonnen. Im selben Jahr sei es nach Erwerb von 3 Höfen in Bargmoor (ca. 2,5 km südsüdöstlich des Telegraphenberges gelegen) durch den Fiskus dort zu einer Vereinigung der Höfe zu einer Försterei gekommen. Das Denkmal auf dem Telegraphenberg sei somit „nichts weiter als die Dokumentation einer Inbesitznahme und läßt [sic] ein Stück Dorfgeschichte von Breetze lebendig werden“. Nach 1945 wurde auf dem Berggipfel ein 16 m hoher Feuerwachturm errichtet, der allerdings Ende der 1970er-/Anfang der 1980er-Jahre wegen Baufälligkeit abgerissen worden sei. Neben dem Denkmal finden sich dessen vier schwere „Fundamentsteine“.